# Gréž

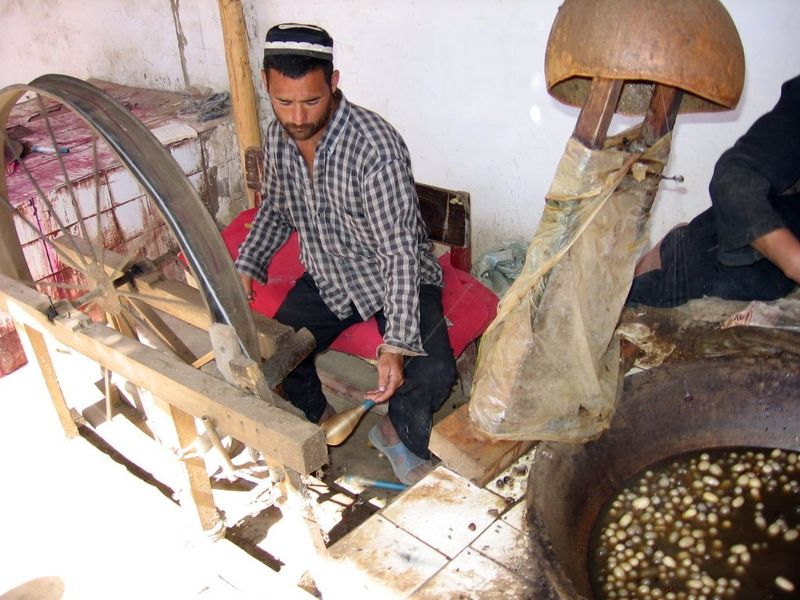
Smotávání surového hedvábí

Gréž (anglicky a německy Grège) je hedvábná nit, sestávající z nejméně tří dvojvláken (“bave“), která byla společně smotána z několika zámotků bource morušového. Vlákna (v průřezu 10-14 µm) jsou vzájemně lehce překřížená, ale nit o celkové jemnosti 9-10 dtex je bez zákrutu.

## Získávání surového hedvábí (výroba gréžové příze)
Hedvábná vlákna se zpracovávají na přízi zčásti stále ještě manuálně (viz hořejší snímek), většinou však strojově (dolejší snímek) s následujícím postupem práce:
- narušení sericinu (klihu) v kokonech v horké vodní lázni, oddělení konců vláken s pomocí rotujících kartáčů
- smotávání, hlazení a zaoblování vláken v rotujících trychtýřích (nebo mezi kotouči)
- družení 5-10 vláken, sušení horkým vzduchem a navíjení (takto vzniklé) gréže na přadeno (nebo cívku)

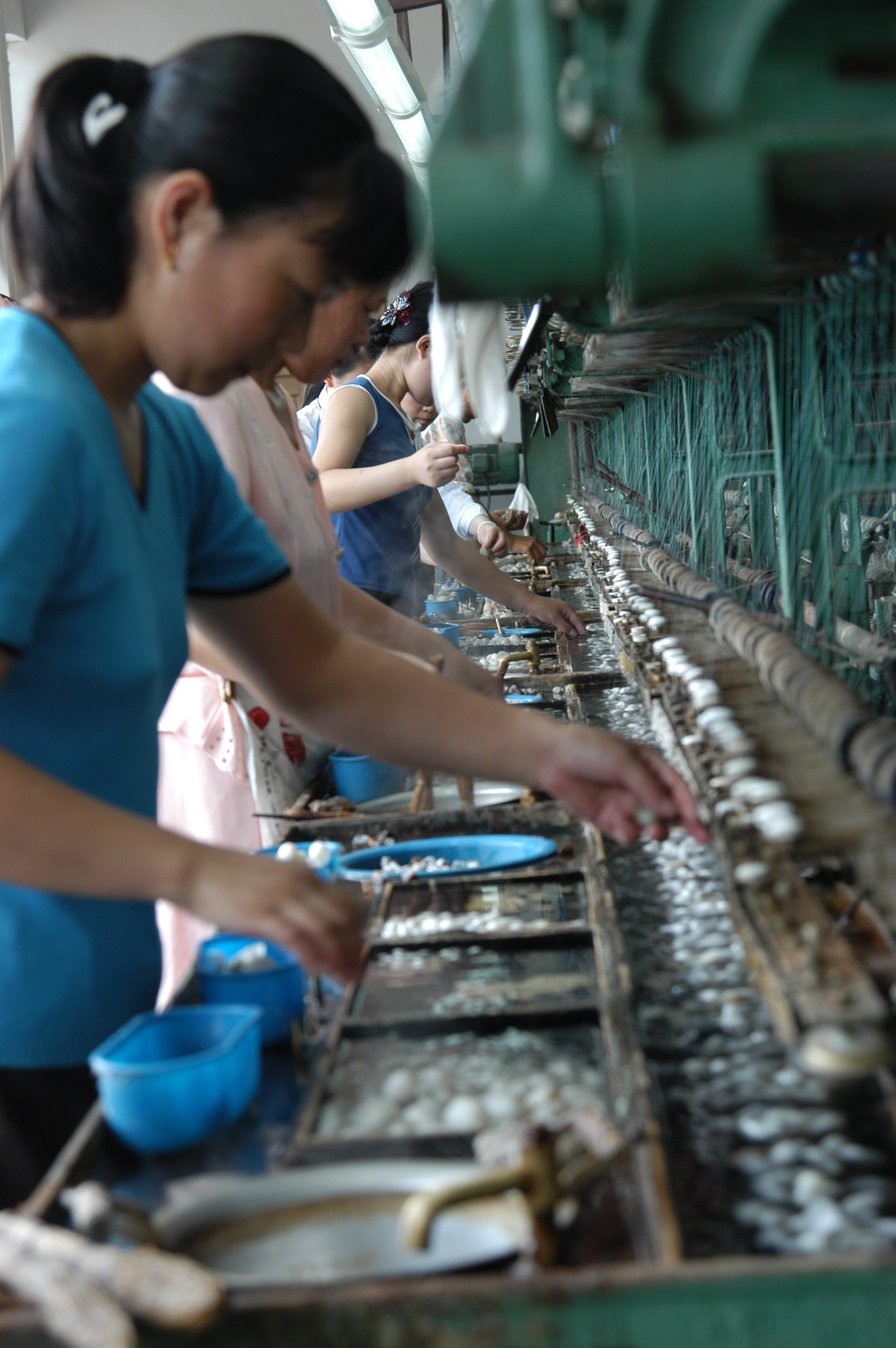
Stroj na výrobu gréže

## Použití gréže
Surová gréž má jemnost cca 1 tex, tažnou pevnost 27-36 cN/tex a tažnost 18-24 %. Příze se dá zpracovat bez dalších úprav v pletárně nebo tkalcovně, obvykle se ale před dalším použitím
- zakrucuje jednotlivá gréž s (pravým) Z-zákrutem. S 550-700/m vzniká poálová příze (Poil), s 1000-1500/m voáová (Voile) a s 2500-3500/m krepová příze.
- ská, tzn. druží a zakrucuje (s 80-150 S-zákruty na metr) ze dvou nebo více gréžových nití. Příze s označením trama (z franc. tramé = útková nit) se používá na útek ve tkaninách, výšivky a pozamenty[3]
- s označením organzín vyrábí několik druhů dvoustupňově skaných přízí z nejméně dvou gréžových nití. Při předskávání se uděluje jednotlivým nitím (pravý) Z-zákrut, nitě se pak druží a při doskávání dostávají (levý) S-zákrut. Výše zákrutu se určuje v závislosti na použití organzínu cca mezi 300 a 2000/m. Použití: na osnovu v jemných tkaninách a na šicí nitě.[4]